# Dermatobia hominis

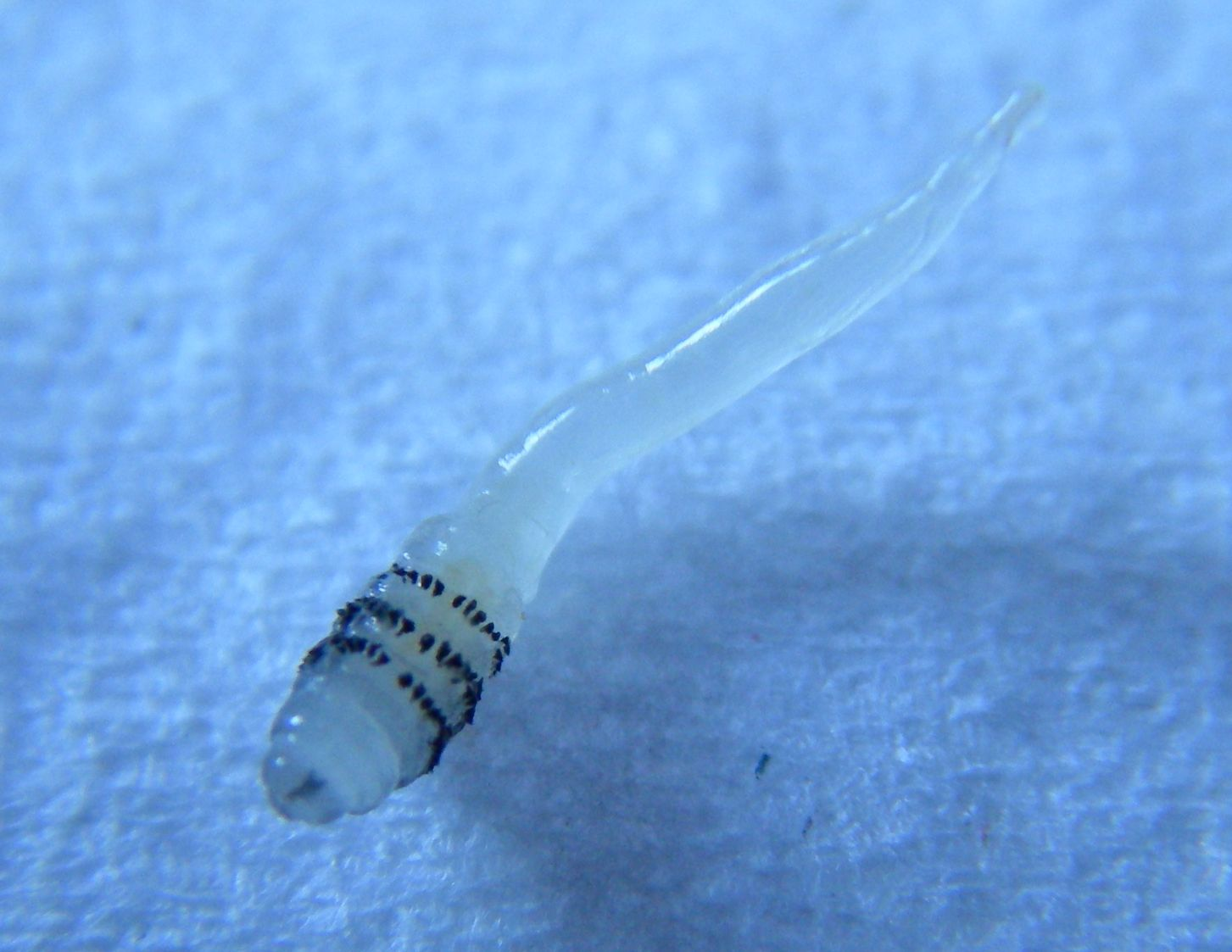
Larva de D. hominis

A mosca varejeira, ou mosca berneira (Dermatobia hominis — do grego δέρμα, "pele", e βίος, "vida", e do latim hominis, "ser humano"), é uma das várias espécies de mosca, cujas larvas parasitam humanos (além de uma ampla gama de outros animais, incluindo outros primatas). Ela também é conhecida como torsalo ou mosca-de-guerra americana, apesar de se tratarem de moscas do género Hypoderma e não Dermatobia, e é um parasita de bovinos e cervos em vez de seres humanos.
Dermatobia hominis é uma mosca da família Cuterebridae popularmente conhecida no Brasil como mosca-berneira ou varejeira, possui forma robusta, com cerca de 12 mm de comprimento, aparelho bucal atrofiado e não funcional, cabeça com a parte superior e olhos marrons, parte ventral castanha, tórax cinza-amarronzado, com manchas longitudinais de cor escura, abdome azul-metálico, asas grandes e castanhas.
Esta espécie é nativa da Américas a partir do Sudeste do México (início no centro de Veracruz) ao norte da Argentina, Chile e Uruguai. Alguns casos também foram relatados na Europa. Como as larvas somente podem sobreviver todo o período de desenvolvimento, de oito semanas, se a ferida não infecciona, é raro que pacientes apresentem infecções a menos que eles matem a larva sem removê-la completamente. É até mesmo possível que a larva da mosca produza ela própria secreções antibióticas que ajudem a prevenir infecções enquanto ela se alimenta.[carece de fontes?]

## Ciclo biológico
As moscas adultas não se alimentam, utilizam suas reservas para reprodução. somente as larvas tem importância médico-veterinária por necessitarem de hospedeiro para completar o seu desenvolvimento. Assim que emergem da pupa os adultos realizam a cópula. Posteriormente as fêmeas da Dermatobia hominis capturam insetos (inseto forético) em pleno voo ou durante o pouso em animais vertebrados e realizam a postura de seus ovos sobre eles. preferencialmente na região abdominal. Colocam de 15 a 20 ovos em cada inseto e cerca de 400 a 800 em toda sua vida adulta que dura cerca de 7 dias.
Após 6 dias, as larvas de primeiro estágio (L1) já estão formadas. Quando o inseto forético se aproxima de um mamifero para se alimentar ou descansar, as larvas são estimuladas pelo calor do hospedeiro, gás carbônico e odores da pele. Elas saem dos ovos e penetram ativamente na pele do hospedeiro. O berne fica com a parte respiratória (espiraculo) voltada para a parte exterior da pele e com a parte anterior imersa na derme . O tempo de permanecia varia de hospedeiro para hospedeiro. Em humanos o período de parasitismo é de aproximadamente 30 dias, enquanto em bovinos pode chegar a 120 dias. A larva de terceiro estágio abandona o hospedeiro, cai no chão, onde se infiltra transformando-se em pupa. Em estágio pupar ficam em média por 42 dias.

## Remédios
A maneira mais fácil e eficaz para remover bernes é aplicar vaselina sobre o local, o que impede o ar de chegar a larva, sufocando-a. Em seguida, ele pode ser removido com uma pinça com segurança depois de um dia. Cola branca misturada com piretrina ou outros seguros de inseticidas e aplicada para o lugar de inchaço no couro cabeludo vai matar as larvas dentro de horas, como eles devem manter um ar buraco aberto e assim vai mastigar através de seca a cola para fazer isso, o consumo de inseticida no processo.
Venom extrator de seringas pode remover as larvas com facilidade em qualquer fase de crescimento. Como esses dispositivos são um componente comum de kits de primeiros socorros, este é um eficaz e facilmente acessível remédio. Uma larva também foi removido com êxito pela primeira aplicação de várias camadas de esmaltes para a área da larva de entrada, enfraquecendo-a parcial por asfixia. Cobrindo o local com fita adesiva poderia resultar em asfixia parcial e o enfraquecimento da larva, mas não é recomendado porque a larva do tubo endotraqueal é frágil e seria quebrado durante a remoção da fita, deixando a maioria da larva para trás.
O uso Oral de ivermectina, um anti-helmíntico avermectin medicina, tem provado ser eficaz e não invasivo de tratamento que leva à emigração espontânea da larva. Isto é especialmente importante para casos em que a larva está localizado em locais inacessíveis, como no interior o interior canto do olho.